# Geb
| G39 | b | A40 |

| G39 | b | A40 |

Geb – w mitologii egipskiej bóg Ziemi, brat i mąż nieba – bogini Nut, syn boga powietrza – Szu i bogini uosabiającej wilgoć – Tefnut; jeden z bogów Wielkiej Enneady. Atrybutem boga jest gęś białoczelna. Reprezentującym Geba hieroglifem jest gęś.
Ożenił się ze swoją siostrą Nut, z którą miał pięcioro dzieci, symbolizujących dni egipskiego tygodnia:
- Ozyrysa,
- Seta,
- Izydę,
- Neftydę

Bogini Nut otrzymała od swojego ojca zakaz łączenia się ze swoim bratem, Gebem, we wszystkie dni roku egipskiego (360 dni), jednak Thot, pokonując w kolejnych walkach Chonsu (księżyc), stworzył pięć dodatkowych dni, w trakcie których bogini poczęła swoje dzieci.
Geb jako bóg ziemi był patronem roślinności i gwarantem płodności egipskiej ziemi. Był też dawcą minerałów zwanych darami Geba. Uważano go też za pana węży i skorpionów. W czasie Sądu Ozyrysa pełnił rolę przewodniczącego "ławy przysięgłych". Jako ojciec Ozyrysa stał się automatycznie praprzodkiem faraonów i patronem władzy królewskiej.
Mimo tak ważnych funkcji boga długo nie miał własnego miejsca kultu. Pojawiał się jednak w przedstawieniach na ścianach innych świątyń. Dopiero faraon Amazis (Ahmose II) z XXVI dynastii wzniósł w Dżedecie kaplicę dla Geba.